# Borxleben
Borxleben är en kommun och ort i Kyffhäuserkreis i förbundslandet Thüringen i Tyskland.
Kommunen ingår i förvaltningsgemenskapen Artern tillsammans med kommunerna Gehofen, Kalbsrieth, Mönchpfiffel-Nikolausrieth, Reinsdorf och Artern.